# Эквирии

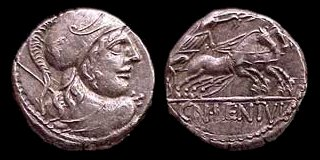
Динарий с изображением Марса и Виктории на биге (88 год до н. э.) Правление Гнея Корнелия Лентула Клодиана.

Эквирии (лат. Equirria, Ecurria от лат. еquus — конь, equicurria — гонки колесниц) — древнеримские военно-религиозные празднества, конные ристания, основанные, по преданию, Ромулом. Проводились в честь бога войны Марса.
Этот праздник проходил на Марсовом поле в Риме 27 февраля и 14 марта. Установка этих дат в начале весны объясняется архаичным способом ведения войн в те времена. Военные походы происходили, как правило, в тёплое время года. Родственными праздниками были Тубилюстрии, Армилюстрии и праздник Октябрьского коня в конце военного сезона.
Также эквирии устраивались во время смены года (в римском календаре 1 марта). Тогда проводилось символическое изгнание из города козла. Наряду с ритуальным очищением лошадей одной из причин проведения праздника было также празднование памяти умерших, что известно из гомеровской Илиады.
Эквирии — один из двух римских национальных праздников (другой — Регифугий, 24 февраля), отмечавшийся в чётный день, тогда как все государственные праздники совпадали с нечётными числами месяца (в прямом порядке счёта) в силу господствовавшей веры в благодетельное влияние нечётного числа.